# Mocquerysia
Mocquerysia is een geslacht van kevers uit de familie  
kniptorren (Elateridae).
Het geslacht is voor het eerst wetenschappelijk beschreven in 1899 door Fleutiaux.

## Soorten
Het geslacht omvat de volgende soorten:
- Mocquerysia aenea Fleutiaux, 1929
- Mocquerysia bicolor Fleutiaux, 1899
- Mocquerysia bipectinata Fleutiaux, 1932
- Mocquerysia caeruleipennis Fleutiaux, 1929
- Mocquerysia cuprea Fleutiaux, 1933
- Mocquerysia unicolor Fleutiaux, 1899